# Campionat de Rugbi de l'Àsia
El Campionat de Rugbi de l'Àsia és una competició anual de rugbi a 15 que es disputa entre els membres de la federació Asia Rugby. Originalment, aquesta competició es coneixia com a Torneig de Rugbi asiàtic, i va ser fundat el 1969. Entre el 2008 i el 2014 es va conèixer com el Cinc Nacions asiàtic.
El vencedor de la divisió Top de la competició és considerat el campió del rugbi a l'Àsia. Aquesta divisió top, també anomenada la Trinacions, consta dels tres millors equips asiàtics de la temporada. La divisió 1 inclou els següents quatre equips, mentre que la divisió 2 els darrers quatre millors. L'última divisió, la 3, està dividida geogràficament, amb subdivisions oest, est i centre-sud, cada una formada per tres equips.
A data de 2017, la selecció japonesa ha estat l'equip amb més bons resultats, aconseguint 25 dels 30 títols asiàtics. El Japó va aconseguir guanyar totes les competicions entre el 2004 i el 2017.

## Història
La competició es va formar sota el nom de Torneig de Rugbi asiàtic el 1969. En aquesta primera edició hi van participar les seleccions de Taiwan, Hong Kong, Corea del Sud, Japó i Tailàndia. El Japó, finalment, es va alçar amb el títol.
El torneig es va celebrar cada dos anys durant bona part de les seves primeres quatre dècades. No va ser fins l'edició de 1982 que Corea del Sud es va convertir en el segon país que aconseguia el títol. El nombre d'equips participants ha variat al llarg dels anys, amb un màxim de 12 equips participants, a mesura que s'anaven incorporant equips a la federació. Entre el 1969 i el 1996 es va dividir el torneig en dos grups, però el 1998 es va decidir introduir una segona divisió, a mesura que l'esport creixia en popularitat al continent.
El 2003 es va formar una segona competició asiàtica anomenada Asian Rugby Series. Aquesta competició se celebra paral·lelament al Campionat de l'Àsia, determinant la divisió en què competirà cada una de les seleccions. El 2004 es va haver de crear una tercera divisió. Aquestes dues competicions van conviure fins al 2007.

## Palmarès
| Any                          | Edi                          | Hoste Equips                 | Hoste Equips                 | Quadre d'honor | Quadre d'honor | Quadre d'honor      | Quadre d'honor      |
| ---------------------------- | ---------------------------- | ---------------------------- | ---------------------------- | -------------- | -------------- | ------------------- | ------------------- |
| Torneig de Rugbi asiàtic     | Torneig de Rugbi asiàtic     | Torneig de Rugbi asiàtic     | Torneig de Rugbi asiàtic     | Guanyador      | Finalista      | Tercer              | Quart               |
| 1969                         | I                            | Tòquio                       | 5                            | Japó           | Corea del Sud  | Hong Kong           | Tailàndia           |
| 1970                         | II                           | Bangkok                      | 7                            | Japó           | Tailàndia      | Hong Kong           | Singapur            |
| 1972                         | III                          | Hong Kong                    | 7                            | Japó           | Hong Kong      | Tailàndia           | Singapur            |
| 1974                         | IV                           | Colombo                      | 8                            | Japó           | Sri Lanka      | Corea del Sud       | Malàisia            |
| 1976                         | V                            | Tòquio                       | 8                            | Japó           | Corea del Sud  | Taiwan              | Tailàndia           |
| 1978                         | VI                           | Kuala Lumpur                 | 7                            | Japó           | Corea del Sud  | Singapur            | Tailàndia           |
| 1980                         | VII                          | Taipei                       | 8                            | Japó           | Corea del Sud  | Hong Kong           | Taiwan              |
| 1982                         | VIII                         | Singapur                     | 8                            | Corea del Sud  | Japó           | Hong Kong           | Malàisia            |
| 1984                         | IX                           | Fukuoka                      | 8                            | Japó           | Corea del Sud  | Taiwan              | Tailàndia           |
| 1986                         | X                            | Bangkok                      | 8                            | Corea del Sud  | Japó           | Tailàndia           | Taiwan              |
| 1988                         | XI                           | Hong Kong                    | 8                            | Corea del Sud  | Japó           | Hong Kong           | Taiwan              |
| 1990                         | XII                          | Colombo                      | 8                            | Corea del Sud  | Japó           | Hong Kong           | Tailàndia           |
| 1992                         | XIII                         | Hong Kong                    | 8                            | Japó           | Hong Kong      | Corea del Sud       | Tailàndia           |
| 1994                         | XIV                          | Kuala Lumpur                 | 8                            | Japó           | Corea del Sud  | Hong Kong           | Taiwan              |
| 1996                         | XV                           | Taipei                       | 7                            | Japó           | Corea del Sud  | Hong Kong           | Taiwan              |
| Campions de la Divisió I     | Campions de la Divisió I     | Campions de la Divisió I     | Campions de la Divisió I     | Guanyador      | Finalista      | Tercer              | Quart               |
| 1998                         | XVI                          | Singapur                     | 4                            | Japó           | Corea del Sud  | Hong Kong           | Taiwan              |
| 2000                         | XVII                         | Aomori                       | 4                            | Japó           | Corea del Sud  | Taiwan              | Hong Kong           |
| 2002                         | XVIII                        | Bangkok                      | 4                            | Corea del Sud  | Japó           | Hong Kong           | Taiwan              |
| 2004                         | XIX                          | Hong Kong                    | 4                            | Japó           | Corea del Sud  | Hong Kong           | Taiwan              |
| 2006                         | XX                           | Hong Kong                    | 3                            | Japó           | Corea del Sud  | Hong Kong           | N/D                 |
| Cinc Nacions asiàtic         | Cinc Nacions asiàtic         | Cinc Nacions asiàtic         | Cinc Nacions asiàtic         | Guanyador      | Finalista      | Tercer              | Quart               |
| 2008                         | XXI                          | Ronda robin local o visitant | 5                            | Japó           | Corea del Sud  | Hong Kong           | Kazakhstan          |
| 2009                         | XXII                         | Ronda robin local o visitant | 5                            | Japó           | Kazakhstan     | Corea del Sud       | Hong Kong           |
| 2010                         | XXIII                        | Ronda robin local o visitant | 5                            | Japó           | Kazakhstan     | Hong Kong           | Golf Aràbic         |
| 2011                         | XXIV                         | Ronda robin local o visitant | 5                            | Japó           | Hong Kong      | Emirats Àrabs Units | Kazakhstan          |
| 2012                         | XXV                          | Ronda robin local o visitant | 5                            | Japó           | Corea del Sud  | Hong Kong           | Emirats Àrabs Units |
| 2013                         | XXVI                         | Ronda robin local o visitant | 5                            | Japó           | Corea del Sud  | Hong Kong           | Filipines           |
| 2014                         | XXVII                        | Ronda robin local o visitant | 5                            | Japó           | Hong Kong      | Corea del Sud       | Filipines*          |
| Campionat de Rugbi de l'Àsia | Campionat de Rugbi de l'Àsia | Campionat de Rugbi de l'Àsia | Campionat de Rugbi de l'Àsia | Guanyador      | Finalista      | Tercer              | Quart               |
| 2015                         | XXVIII                       | local i visitant             | 3                            | Japó           | Hong Kong      | † Corea del Sud     | N/A                 |
| 2016                         | XXIX                         | local i visitant             | 3                            | Japó           | Hong Kong      | † Corea del Sud     | N/A                 |
| 2017                         | XXX                          | local i visitant             | 3                            | Japó           | Hong Kong      | † Corea del Sud     | N/A                 |
| 2018a                        | XXXI                         | local i visitant             | 3                            | Hong Kong      | Corea del Sud  | * Malàisia          | N/A                 |

Notes:
^*   Descendit a la següent divisió
^†  Possibilitat de ser reptat pel guanyador de la divisió inferior per disputar un play-off d'ascens/descens.
^a  El 2018 el Japó, com a hoste de la següent Copa del Món, no va defensar el seu títol de campió per permetre que el Campionat de Rugbi de l'Àsia servís com a fase classificatòria pel mateix.